# Ursula Hantl-Unthan
Ursula Hantl-Unthan (* 22. Februar 1957 in Frankfurt am Main) ist eine deutsche Juristin und Richterin. Sie war von April 2014 bis Februar 2022 Präsidentin des Landesarbeitsgerichts Berlin-Brandenburg.

## Karriere
Ursula Hantl-Unthan war von 1984 bis 1986 Referentin der Präsidialverwaltung der Freien Universität Berlin (FU) und von 1986 bis 1993 wissenschaftliche Mitarbeiterin im Fachbereich Rechtswissenschaft der FU am Lehrstuhl für Bürgerliches Recht, Handels-, Arbeits- und Zivilprozessrecht. 1993 trat sie in den richterlichen Dienst beim Arbeitsgericht Berlin ein und wurde zur Richterin auf Probe ernannt. Sie promovierte 1994 an der Freien Universität Berlin mit einer Arbeit zum Thema Einzelvertragliche Rechtsfolgen der kollektivrechtswidrig durchgeführten Arbeitnehmer-Einstellung im Öffentlichen Dienst.
1995 wurde Ursula Hantl-Unthan zur Richterin am Arbeitsgericht ernannt. 2005 erfolgte die Ernennung zur Vorsitzenden Richterin am Landesarbeitsgericht Berlin. Nachdem die Bundesländer Berlin und Brandenburg ab dem 1. Januar 2007 gemeinsame Fachobergerichte errichtet hatten, wurde Ursula Hantl-Unthan zur Vorsitzenden Richterin am Landesarbeitsgericht Berlin-Brandenburg ernannt. Seit dem 25. April 2014 war sie Präsidentin dieses größten Landesarbeitsgerichts der Bundesrepublik. Am 28. Februar 2022 trat Hantl-Unthan in den Ruhestand.

## Positionen
2015 nahm Ursula Hantl-Unthan in einer Anhörung vor dem Rechtsausschuss des Landtags Stellung zur ungleichen Auslastung der Richter an den Gerichten in Brandenburg. Während Richter an Sozial- und Verwaltungsgerichten stark belastet seien, betrage die Auslastung an den sechs Arbeitsgerichten im Bundesland nur 50 Prozent. Es sei kaum möglich, nicht ausgelastete Richter an andere Gerichte zu verteilen, sie könne nur an deren Einsicht appellieren. 2015 sei jedoch keine Abordnung an andere Gerichte erfolgt.
2019 war Ursula Hantl-Unthan Mitunterzeichnerin einer gemeinsamen Erklärung der Obergerichtspräsidenten und Generalstaatsanwälte der Länder Berlin und Brandenburg. Darin wurde die Befürchtung zum Ausdruck gebracht, dass die beabsichtigten Änderungen des Richtergesetzes des Landes Brandenburg (Landtagsdrucksache 6/10010) mit Geist und Wortlaut des Staatsvertrages über die Errichtung gemeinsamer Fachobergerichte der Länder Berlin und Brandenburg aus dem Jahr 2004 in Konflikt geraten könnten. Die geplanten Veränderungen betrafen insbesondere die Übertragung eines weiteren Richteramtes, den Wahlmodus im Richterwahlausschuss und die Besetzung des Präsidialrats. Brandenburg verlasse damit den eingeschlagenen gemeinsamen Weg mit Berlin und setze sich über seine Verpflichtung aus dem Staatsvertrag hinweg.

## Publikationen (Auswahl)
- Einzelvertragliche Rechtsfolgen der kollektivrechtswidrig durchgeführten Arbeitnehmer-Einstellung im Öffentlichen Dienst. Schriften zum Sozial- und Arbeitsrecht (SAR), Band 127. Zugleich Dissertation, Freie Universität Berlin. Duncker & Humblot, 1993, ISBN 978-3-428-07917-9
- Das Recht auf freie Meinungsäußerung im Arbeitsverhältnis und die Bedeutung völkerrechtlicher Verträge in der arbeitsgerichtlichen Praxis – möglicher Mehrwert einer stärkeren Rezeption durch deutsche Gerichte: Eine Bilanz nach 50 Jahren Menschenrechtspakte. In: Logi Gunnarsson, Norman Weiß, Andreas Zimmermann (Hrsg.): Akzeptanz und Wirksamkeit von Menschenrechtsverträgen. Eine Bilanz nach 50 Jahren Menschenrechtspakte. Nomos Verlag 2018, S. 57–70, ISBN 978-3-8487-3761-1, DOI:10.5771/9783845280684-57

## Privates
Ursula Hantl-Unthan ist verheiratet.